# Guatteria chiriquiensis
Guatteria chiriquiensis är en kirimojaväxtart som beskrevs av Robert Elias Fries. Guatteria chiriquiensis ingår i släktet Guatteria och familjen kirimojaväxter. Inga underarter finns listade i Catalogue of Life.